# Налобіхинська сільська рада
Налобі́хинська сільська рада (рос. Налобихинский сельский совет) — сільське поселення у складі Косіхинського району Алтайського краю Росії.
Адміністративний центр — село Налобіха.

## Історія
Станом на 2002 рік селище Комсомолець перебувало у складі Полковниковської сільської ради.

## Населення
Населення — 3897 осіб (2019; 4305 в 2010, 4572 у 2002).

## Склад
До складу сільської ради входять:
| Населений пункт     | Населення, осіб (2002) | Населення, осіб (2010) |
| ------------------- | ---------------------- | ---------------------- |
| Зелена Роща, селище | 42                     | 32                     |
| Комсомолець, селище | 44                     | 0                      |
| Налобіха, село      | 4486                   | 4273                   |